# الطارق (مسلسل)
الطارق هو مسلسل تاريخى وسيرة ذاتية ضم العديد من نجوم الوطن العربى. بث لأول مرة في شهر رمضان عام 2004 م ومن إنتاج الهيئة الوطنية للإعلام
تناول العمل حياه «طارق بن زياد» منذ مولده في إحدى قبائل البربر بشمال افريقيا حتى أصبح قائدا للجيش الاسلامى وخرج من بلاد المغرب تحت ولاية «مو سى بن نصير» لفتح الاندلس واستطاع أن يستغل الصراعات السياسية والضعف العسكرى في تلك البلاد لتحقيق نصرا عظيما ليكون هذا النصر ايذانا ببدء أكثر فترات الحكم الاسلامى ازدهارا في بلاد الأندلس وميلاد الحضارة الأندلسية التي أستمرت قرابة ثمانى قرون
طاقم العمل:
بطولة ممدوح عبد العليم في دور طارق بن زياد.
خالد زكي في دور لوزريق.
جومانا مراد في دور نفزا.
حسن الجندي في دور كسيلة.
أسعد فضة في دور يوليان.
منى واصف في دور الكاهنة ديهيا.
عبد الرحمن أبو زهرة في دور غيطشة.
السيد راضي في دور قيصر (توضيح).
فادي إبراهيم في دور أوباس. محمد حسن الجندي في دور كسيلة
البربر
مصطفى حشيش - ليلى الأطرش - خليل مرسي - ناصر سيف - أحمد شاكر عبد اللطيف - أحمد صيام - سهيل جباعي - محمد ناجي.
من فلسطين
نادين سلامة في دور أسماء.
أمجد الحسيني - صبحي الرفاعي - نذير دقاق - اسكندر عزيز - عبد العزيز حشاد.
نبيلة النابلسي في دور أم طارق.
العرب
نضال نجم في دور عبد العزيز بن موسى.
فاروق جميعات في دور عقبة بن نافع.
السيد خاطر - ناصر ورديان - ناصر شاهين - محمد الحريري - ناهد الحلبي - عامر العلي - واصف الحلبي - أحمد رافع - أكرم الحلبي. أحمد ماهر (ممثل) في دور موسى بن نصير
القوط
كاريس بشار في دور فلورندا.
مكسيم خليل في دور سيزوت.
يسري مصطفى - سحر فوزي - فاروق نجيب - عدنان السيد - طارق النهري - ياسين أرنؤط - عزيز اسكندر.
الروم
رضوان عقيلي في دور حنا.
نبيل نور الدين - أحمد الخير.
مصطفى سمير حجاج في دور طارق صبياً.
الأطفال
فراس محمد - لينا السعدي - نانسي الصباغ.